# John Desmond Bernal
John Desmond Bernal (10. května 1901, Nenagh, Hrabství Tipperary – 15. září 1971, Londýn) byl irsko-britský fyzik, sociolog vědy, komunistický aktivista, profesor Cambridgeské univerzity (od 1927), Londýnské univerzity (od 1937), člen Londýnské královské společnosti (1937). Bernal zavedl pojem "vědeckotechnická revoluce" a svými výzkumy dějin vědy se stal jedním ze zakladatelů marxistické teorie vědy a hlavním představitelem externalismu. K jeho klíčovým pracím v této oblasti patří The Social Function of Science (1939) a Science in History (1965). Ve fyzice byl odborníkem na atomovou strukturu a rentgenovou krystalografii. V roce 1960 byl zvolen zahraničním členem Československé akademie věd.